# Galactites elegans
La cardota  (Galactites elegans) es una planta de la familia de las asteráceas de origen y distribución mediterránea.

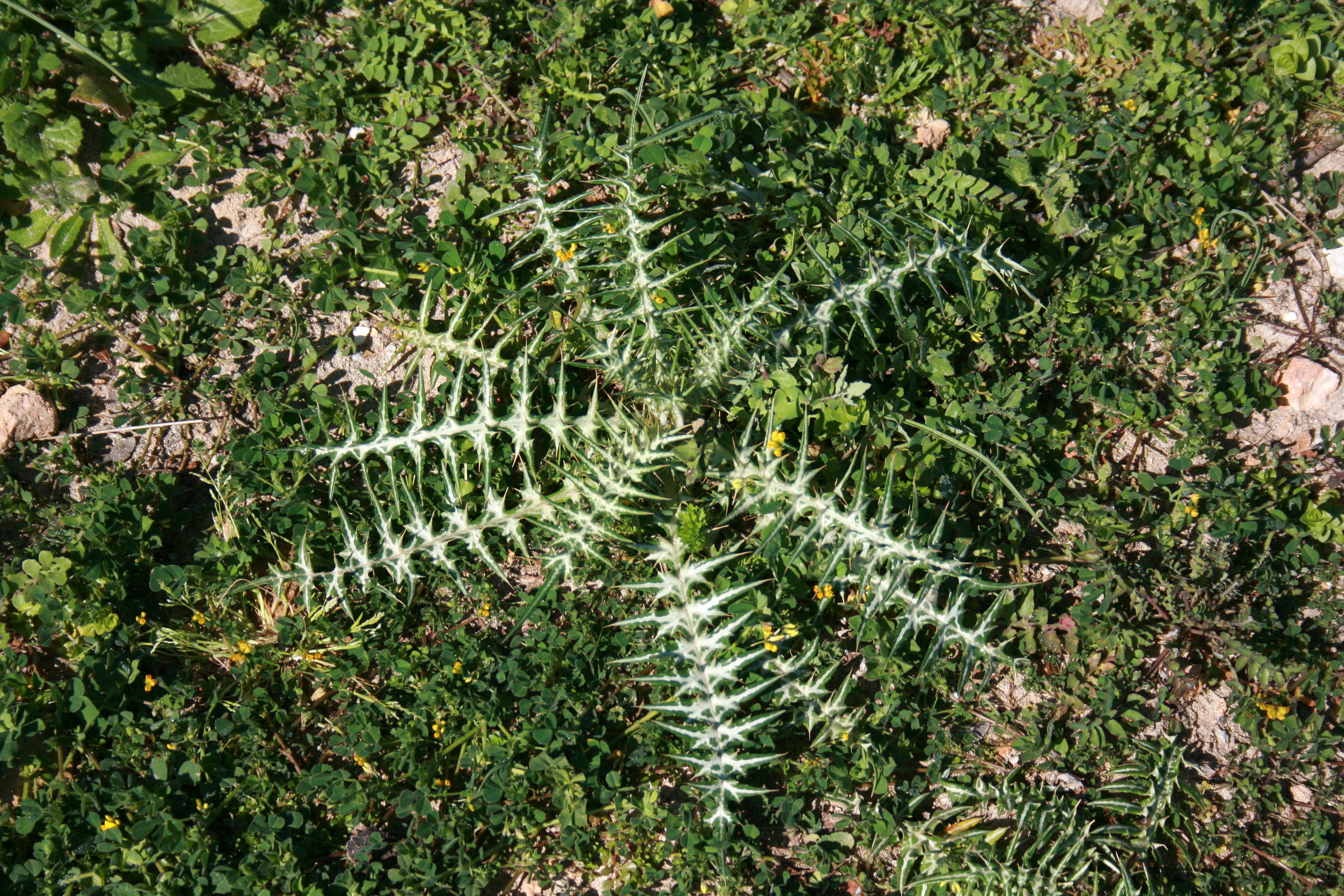
Roseta basal de hojas.

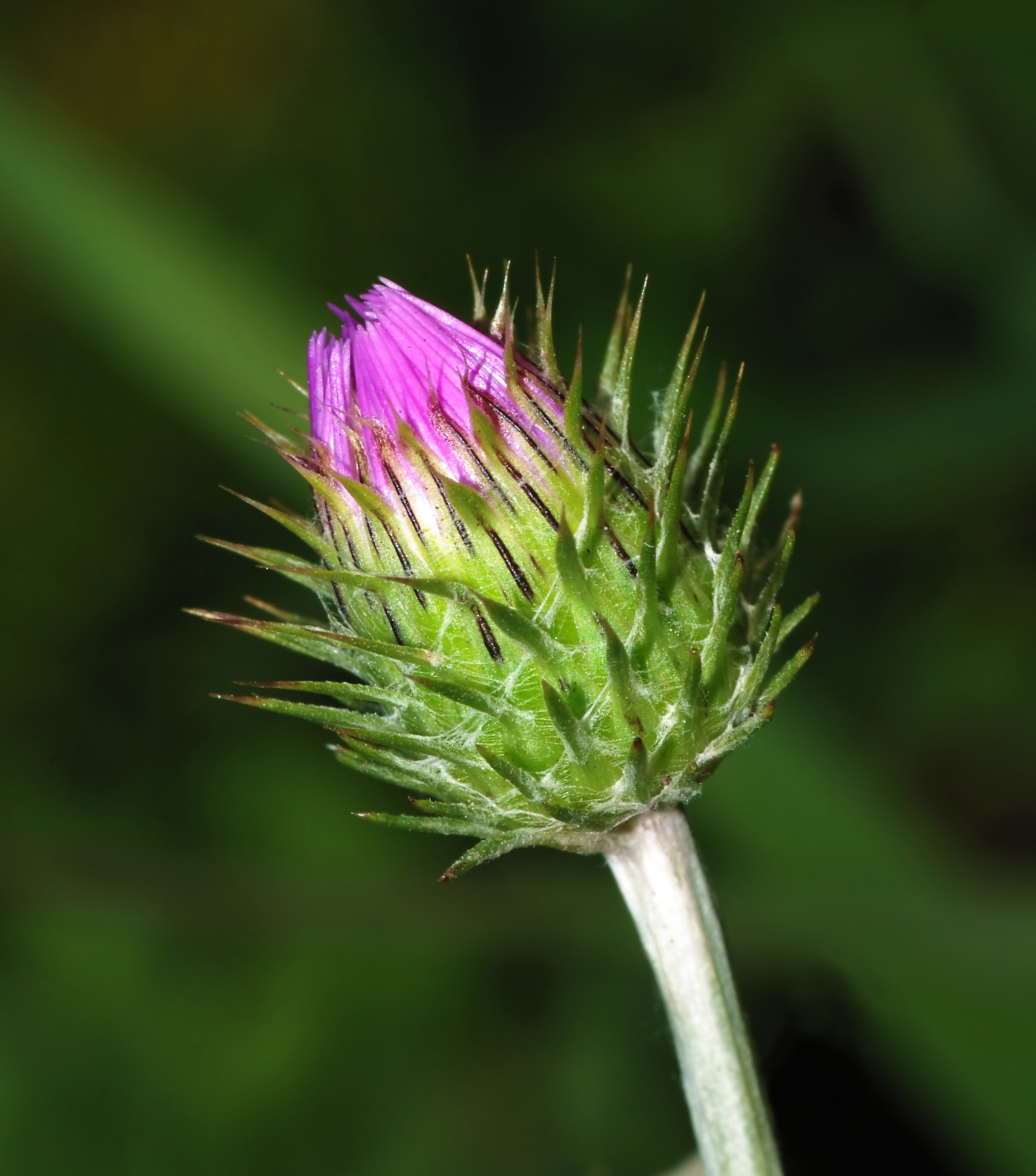
Capítulo en antesis incipiente.

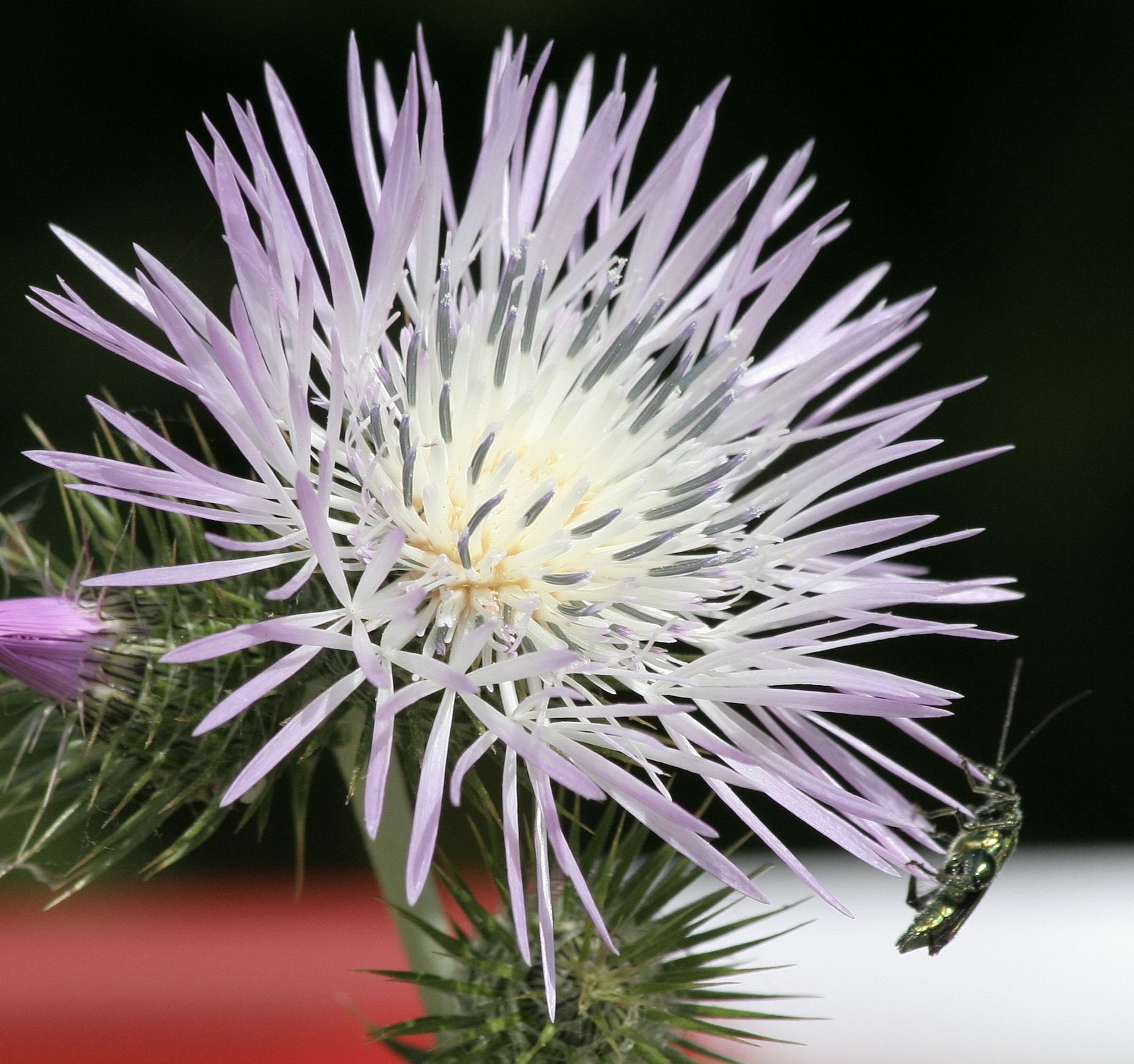
Capítulo en antesis.

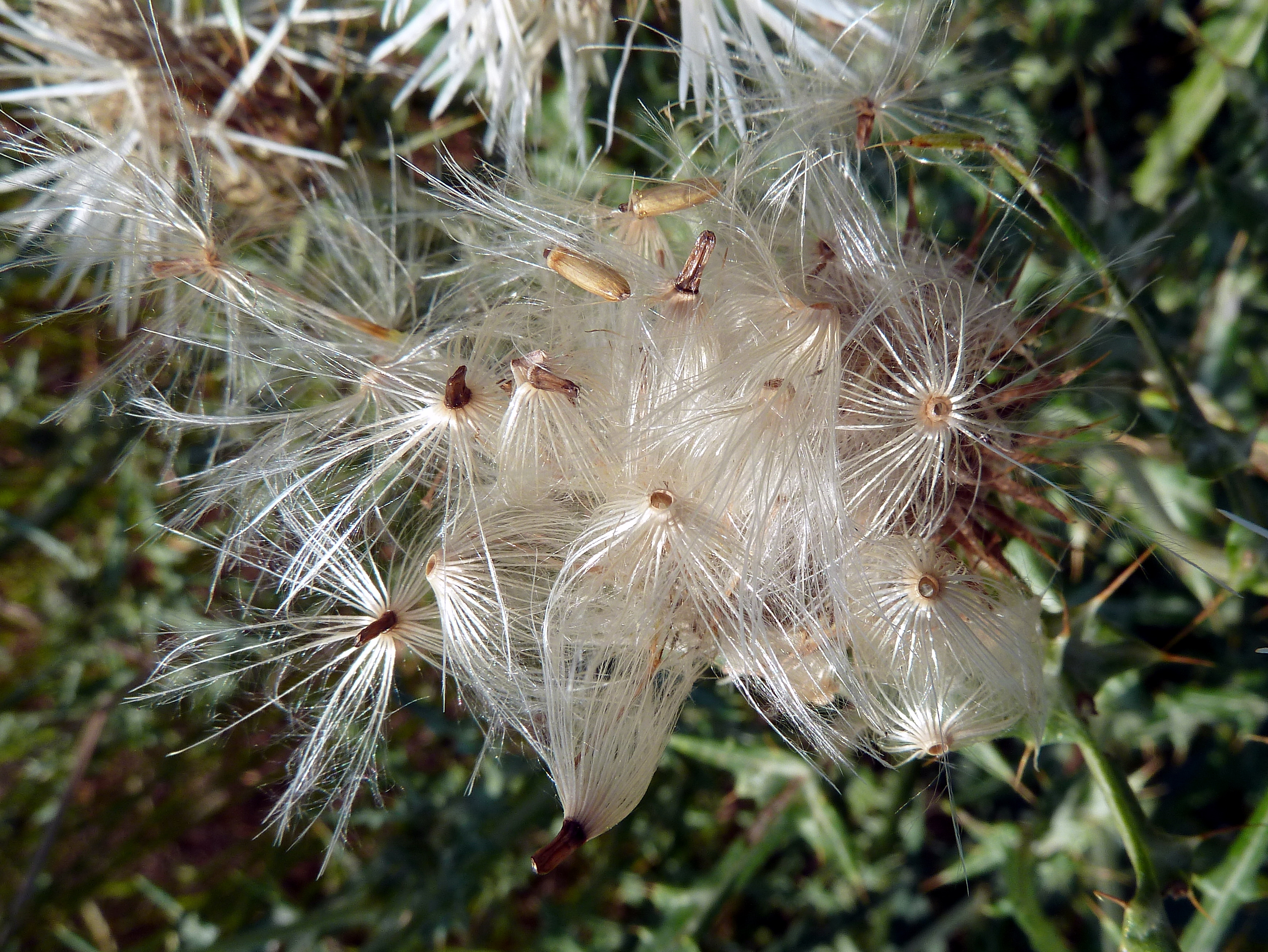
Cipselas in situ.

Nota: la especie es considerada un mero sinónimo de Galactites tomentosa Moench que es, entonces, la denominación válida que prevalece.

## Descripción
Es una planta herbácea anual, muy espinosa, parcialmente cubierta con tomento blanquecino y que mide hasta 1m de altura. Es de tallos  erectos con alas espinosas y generalmente ramificados distalmente. Las hojas, que pueden ser grandes, son alternas, pinnatífidas a más o menos profundamente pinnatipartidas, todas espinosas, las basales cortamente pecioladas y en roseta y el resto decurrentes, con nervios prominentes por el envés, a menudo ampliamente variegado de blanco en dicha nervación, y con indumentaria tomentosa blanca. Los capítulos, terminales, a menudo péndulos o sub-péndulos, son solitarios o en inflorescencias corimbiformes, eventualmente sustentados por un pedúnculo de 0,3-9 cm, estriado longitudinalmente, tomentoso, blanco, sin alas y con pocas o ninguna hoja. El involucro es ovoide, araneoso, con brácteas imbricadas dispuestas en 5-7 series, gradualmente mayores de fuera hacia dentro, con una espina apical  amarillenta de 1,5-5mm y dorso araneoso, excepto las más internas, oblongo-lanceoladas, glabras, inermes, con ápice escarioso y generalmente de color pardo rosado. El receptáculo es plano, alveolado y con páleas reducidas a pelos lisos blanquecinos . Los flósculos periféricos son estériles, patentes a erecto-patentes, de 20-35mm de largo (con la corola prácticamente de la misma -10-18mm longitud que el tubo), mucho más grandes que los centrales, numerosos y hermafroditas y que no llegan  20mm de largo, con tubo y corola de la misma longitud. La corola es rosa, lila o blanquecina (incluso hay capítulos de 2 o más colores en un mismo pie), glabra, pentalobulada, con las de los flósculos periféricos normalmente  de color más intenso, mientras el tubo es de un tono más claro. Los frutos son cipselas oblongo-obovoides, algo curvadas, lisas, glabras y brillantes, amarillentas, a menudo con manchas longitudinales lineales más oscuras; la placa apical, con reborde resaltado y liso, tiene un nectario central prominente, más o menos pentagonal y el vilano es simple, blanco, muy caedizo, con 1-3 filas de pelos plumosos desiguales soldados por su base en un anillo.

## Citología
El número de cromosomas es 2n=22.

## Hábitat
Márgenes de los caminos y carreteras, baldíos, pastos, campos pedregosos o arenosos y barbechos.

## Distribución
Regiones mediterránea y macaronésica desde Portugal hasta Grecia; Azores y Islas Canarias. Introducida en Alemania y Gran Bretaña

## Taxonomía
Galactites elegans fue descrita primero por Carlo Allioni como Centaurea elegans en 1785 y atribuida al género Galactites por Carl Fredrik Nyman en Adriano Soldano y publicado en Atti della Società Italiana di Scienze Naturali e del Museo Civico di Storia Naturale di Milano, vol. 131(15), p. 239, en 1991.
Etimología
Galactites: nombre genérico que deriva del Griego γάλα, "leche", aludiendo a las manchas blanquecinas de la haz foliar.
elegans: epíteto latino que significa "elegante".
Sinónimos
- Calcitrapa galactites (L.) Lam.
- Carduus galactites Bory & Chaub.
- Carduus orgyalis Steud.
- Carduus orientalis Pers.
- Carduus pungens Pers. ex DC.
- Carduus strictus Steud.
- Centaurea elegans All. - Basiónimo
- Centaurea galactites L.
- Cirsium galactites Hill
- Cirsium microcephalum Sch.Bip. nom. illeg.
- Cirsium orientale Spreng.
- Cirsium rheginum Spreng.
- Cirsium siculum Spreng.
- Cirsium strictum Moris
- Cnicus galactites Loisel.
- Cnicus orientalis Willd.
- Cnicus rectus hort.par. ex DC.
- Crocodilium galactites Dum.Cours. ex Steud.
- Galactites galactites (L.) Druce nom. illeg.
- Galactites pumilus Porta
- Galactites tomentosa Moench - Nombre binomial que debe prevalecer.
- Galactites tomentosa var. elegans (All.)
- Galactites tomentosa f. rosea Briq. & Cavill.
- Lupsia galactites (L.) Kuntze[9]

## Nombres comunes
- Castellano: calcida blanca, cardo, cardo borriquero, cardo cuajaleches, cardo de burro, cardota, centaurea lechosa.[10]